# Islands (The Flower Kings)
Islands is het veertiende studioalbum van de Zweedse band The Flower Kings.
De band had in 2019 met Waiting for miracles een frisse start. Toen de band aan de opvolger begon sloeg de coronapandemie toe en verzamelen in een geluidsstudio was geen optie meer (de musici zaten in verschillende landen). De titel verwijst daarom mede naar de manier van opnemen. Iedere muzikant zat in zijn eigen "bubble" muziek op te nemen en de bestanden werden daarop naar een centraal punt gezonden (clicktrack). Dit werd bevestigd door Jonas Reingold in een interview in IO Pages (nummer 167, november 2020). De titel voert ook terug op het leven tijdens de pandemie; iedereen werd teruggeworpen op zijn eigen eiland. Volgens opgave van het album vormt het album één lang nummer (epic), maar luisteraars moeten zelf beslissen of ze ook nummers eventueel los willen beluisteren. Het is een variant op het conceptalbum.  
Het album is opgedragen aan de moeder van Roine, Bertha Stolt (1932-2020) overleden aan Covid. Het is aan diezelfde Roine te danken dat het album niet te somber ging klinken, volgens eerder genoemde Reingold is Roine een uiterst positief mens. Het album werd gestoken in een platenhoes van Roger Dean, die ook refereert aan het thema. Een deel van de wereld drijft weg. De binnenhoes wordt opgesierd door een atlas kaart van de Caribische Zee met al haar eilanden/eilandjes.

## Musici
- Hasse Fröberg - zang
- Roine Stolt – zang, gitaren, moog bas, aanvullende toetsinstrumenten
- Jonas Reingold – basgitaar
- Zach Kamins – toetsinstrumenten
- Mirkko De Maio – drumstel, percussie

Met 
- Cayla en Chi Chi Amanno-zangeffecten
- Rob Townsend – sopraansaxofoon op Serpentine[1]

## Muziek
| Nr. | Titel                            | Duur |
| --- | -------------------------------- | ---- |
| 1.  | Racing with blinders on (Stolt)  | 4:02 |
| 2.  | From the ground (Stolt)          | 4:24 |
| 3.  | Black swan (Stolt)               | 5:53 |
| 4.  | Morning news (Stolt)             | 4:01 |
| 5.  | Broken (Stolt, Reingold)         | 6:38 |
| 6.  | Goodbye outrage (Stolt, Kamins)  | 2:19 |
| 7.  | Journeyman (Kamins)              | 1:43 |
| 8.  | Tangerine (Kamins)               | 3:51 |
| 9.  | Solaris (Stolt)                  | 9:10 |
| 10. | Heart of the valley (Stolt)      | 4:18 |
| 11. | Man in a two peace suite (Stolt) | 3:21 |

Solaris verwijst naar de gelijknamige films van Andrej Tarkovksi en Steven Soderbergh en de roman van Stanislaw Lem, thema was vervreemding.

| Nr. | Titel                         | Duur |
| --- | ----------------------------- | ---- |
| 1.  | All I need is love (Fröberg)  | 5:48 |
| 2.  | A new species (Kamins)        | 5;45 |
| 3.  | Northern lights (Stolt)       | 5:43 |
| 4.  | Hidden angles (Kamins)        | 0:50 |
| 5.  | Serpentine (Stolt)            | 3:52 |
| 6.  | Looking for answers (Stolt)   | 4;30 |
| 7.  | Telescope (Stolt)             | 4:41 |
| 8.  | Fool’s gold (Stolt, Kamis)    | 3:11 |
| 9.  | Between hope and fear (Stolt) | 4:29 |
| 10. | Islands (Stolt)               | 4:12 |

## Ontvangst
IO Pages wijdde er drie recensies aan, John Bollenberg had het over “een tweede jeugd” met veel invloeden van Yes en fusion, André de Waal vond het album bij deel 2 wat inzakken en Hans Hendriks vond meermalen luisteren noodzakelijk om het te kunnen doorgronden. (Io Pages 167). Math Lemmen van ProgWereld was het met die laatste eens.
Het album haalde in Duitsland, Zwitserland en België (Wallonië) een plaatsje in de albumlijsten; onderste regionen en voor één week.